# Blastothrix hedqvisti
Blastothrix hedqvisti är en stekelart som beskrevs av Sugonjaev 1984. Blastothrix hedqvisti ingår i släktet Blastothrix och familjen sköldlussteklar.
Artens utbredningsområde är:
- Litauen.
- Rumänien.

Inga underarter finns listade.